# Heteraleyrodes bambusicola
Heteraleyrodes bambusicola là một loài côn trùng cánh nửa trong họ Aleyrodidae, phân họ Aleyrodinae.
Heteraleyrodes bambusicola được Takahashi miêu tả khoa học đầu tiên năm 1951.